# Poly Pazhou
Poly Pazhou («Поли Пачжоу») — многофункциональный комплекс небоскрёбов, расположенный в китайском городе Гуанчжоу (провинция Гуандун), в районе Хайчжу, на набережной реки Чжуцзян, рядом с мостом Пачжоу. Построен в 2017 году в стиле модернизма, по состоянию на начало 2021 года башня C2 являлась шестым по высоте зданием города, 74-м по высоте зданием Китая, 87-м — Азии и 139-м — мира. Архитекторами комплекса выступили американская компания Skidmore, Owings & Merrill и Институт дизайна Гуанчжоу, застройщиком — китайская компания China Construction Fourth Engineering, владельцем является местный оператор недвижимости Poly Developments and Holdings.
- Башня Poly Pazhou C2 (311 м) закончена в 2017 году, имеет 65 наземных и 4 подземных этажа, занятых офисами[4].
- Башня Poly Pazhou C1 (197 м) закончена в 2017 году, имеет 40 наземных и 4 подземных этажа, занятых гостиничными номерами отеля InterContinental и жилыми апартаментами[5].
- Башня 1 Poly Puzhou Parcel 5 закончена в 2015 году, имеет 22 этажа, занятых офисами[6].
- Башня 2 Poly Puzhou Parcel 5 закончена в 2015 году, имеет 22 этажа, занятых офисами[7].
- Башня 3 Poly Puzhou Parcel 5 закончена в 2015 году, имеет 19 этажей, занятых офисами[8].
- В шестиэтажном подиуме расположены отель, рестораны, магазины, бассейн и сад[9].